# Pedrilliomorpha riedeli
Pedrilliomorpha riedeli es una especie de coleóptero de la familia Megalopodidae.

## Distribución geográfica
Habita en Irian Jaya (Indonesia).